# Premio de Honor Dominica
El Premio de Honor Dominica (en inglés: Dominica Award of Honour) es la máxima condecoración de la isla caribeña Dominica.
Fue creada por la Meritorious Service Act Chapter 19:09 de 1967. Se otorga a personas que han hecho una contribución significativa al desarrollo del país. Cada Presidente de Dominica obtiene automáticamente este honor.
Los premiados llevan las letras postnominales DAH.
Aparte de los presidentes del país, muy pocas personas han recibido esta condecoración: Alicia de Tremmerie (Hermana Misionera del Inmaculado Corazón de María), Kelvin Felix (arzobispo dominiqués), Eugenia Charles (ex primera ministra dominiquesa), Elizabeth Israel (dominiquesa que llegó a los 128 años), Edward Oliver LeBlanc (político dominiqués), Fidel Castro Ruz (político cubano) y Louis Cools Lartigue (político dominiqués). También han recibido el Premio de Honor Dominica la Comunidad del Caribe y el pueblo Caribe.
Físicamente, el premio consiste en una medalla de oro que representa el escudo de Dominica en un óvalo con la inscripción «THE DOMINICA AWARD OF HONOUR» pendiendo de una cinta amarilla con el centro negro de bordes blancos.